# Roland JP-8000

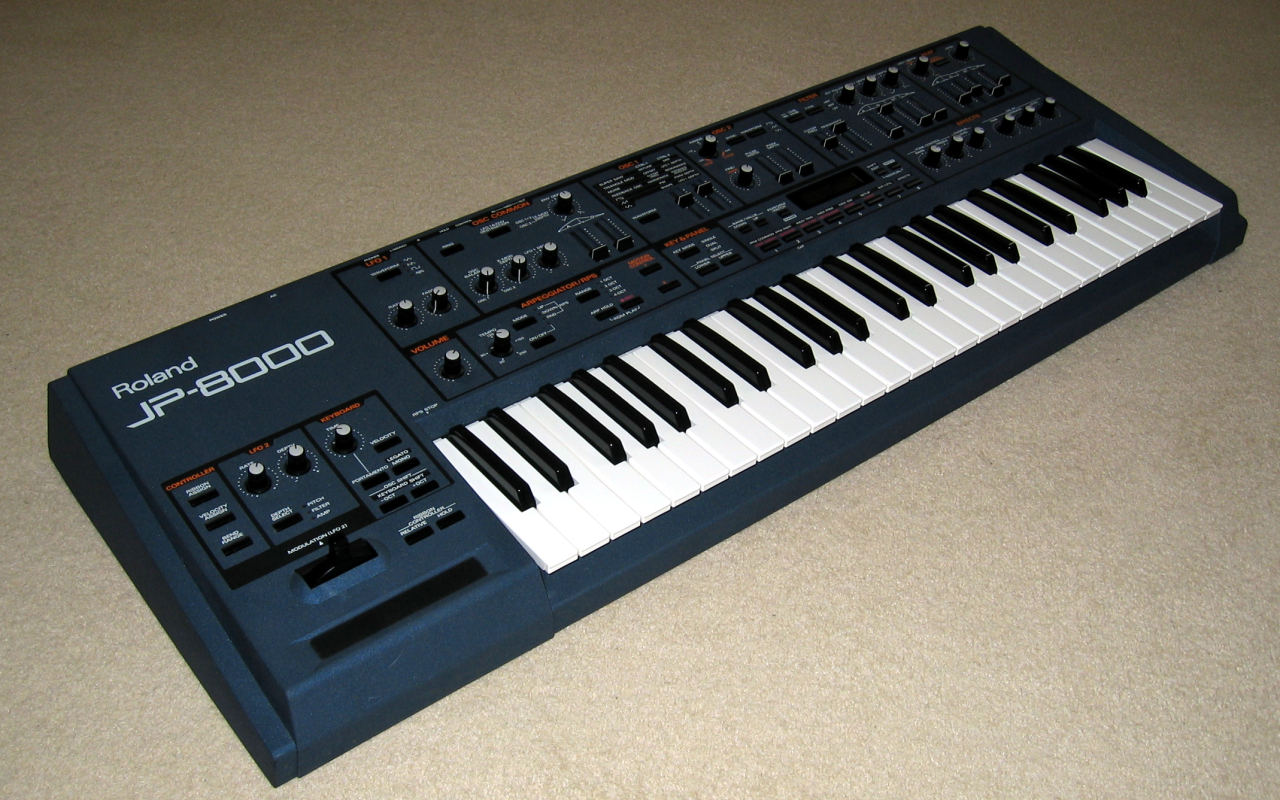
Roland JP-8000

Il Roland JP-8000 è un sintetizzatore digitale con sintesi a modelli fisici di simulazione dei sintetizzatori analogici (Virtual Analog) realizzato da Roland Corporation nel 1997.

## Generale
Il JP-8000 fu concepito per competere con altri sintetizzatori analogici virtuali dell'epoca, come l'Access Virus e il Clavia Nord Lead. Mentre la funzionalità, il suono, e l'architettura del JP-8000 si differenzia da questi altri sintetizzatori, hanno comunque tutti lo stesso scopo: ricreare il suono unico e la funzionalità dei classici sintetizzatori analogici. JP-8000 ha diverse caratteristiche che lo distingue dagli altri sintetizzatori analogici virtuali del tempo. In particolare, i suoi particolari tipi di oscillatori ("Feedback" e "Supersaw") e l'utilizzo di cursori, invece di manopole per modificare i vari parametri.
Nel 1998 la Roland rilasciò la versione a rack del JP-8000 chiamata JP-8080. Il JP-8080 ha combinato il motore audio di modellazione analogica del JP-8000 con delle caratteristiche supplementari, come un vocoder interno. Le patch presenti furono triplicate e vennero migliorate le prestazioni con l'aggiunta di un noise waveform supplementare, utilizzabile sull'Osc 2 mantenendo la maggior parte delle patch compatibili tra la versione rack e la JP-8000, anche se alcune di esse furono appositamente studiate solo per la versione rack. Il JP-8080 include anche l'effetto di distorsione.

## Supersaw
Il Supersaw è una particolare forma d'onda creata originariamente dalla Roland per la linea di sintetizzatori JP-8000 e JP-8080. L'idea alla base del supersaw è di emulare il suono di più di un oscillatore a dente di sega, usando un unico oscillatore. La forma d'onda è descritta come un oscillatore freerun e la sua forma è prodotta da sette oscillatori a dente di sega che si desintonizzano tra di loro ad ogni periodo.
Quando la produzione del JP-8000 cessò, diverse aziende hanno incorporato l'algoritmo dell'oscillatore supersaw nei loro hardware e software di sintetizzatori. Il Superwave P8 è un esempio di sintetizzatore software VST ispirato all'architettura del JP-8000 con i suoi multipli oscillatori a dente di sega, uno dei quali è il supersaw plus, ed ha l'interfaccia grafica sullo stesso stile del JP-8000 e la variazione della forma d'onda Supersaw per 2, 4, 6 o 10 oscillatori. Nel 2005 Access Music rilasciò la sua nuova linea di sintetizzatori, la TI, la quale includeva un tipo di oscillatore chiamato Hypersaw, con funzionalità simili al oscillatore supersaw della Roland. La Roland ha continuato a produrre sintetizzatori come l'SH-201, il Roland V-Synth e il Roland V-Synth XT i quali contengono l'oscillatore supersaw.
Il supersaw ha guadagnato una grande popolarità nella musica elettronica, soprattutto nella musica trance, dove è largamente usato.

## Utilizzo nella televisione italiana
Il TG5 è la testata giornalistica di Canale 5 dal 15 settembre 1997 al 15 aprile 2018 e nuovamente dal 3 agosto 2021 ad usare il sintetizzatore Roland all'inizio della sigla di testa e di coda dell'edizione della notte e della sigla di coda dell'edizione della mattina (nei primi due anni e poi raramente lo usava all'inizio della sigla di testa di quest'ultima edizione). Dal 16 aprile 2018 al 18 aprile 2019 e nuovamente dal 28 luglio al 2 agosto 2021 all'inizio della sigla di testa e di coda dell'edizione della mattina e della notte, dal 19 aprile 2019 al 27 luglio 2021 solo all'inizio della sigla di coda dell'edizione della mattina e della notte.